# Tadeusz Kuczma
Tadeusz Kuczma (ur. 29 czerwca 1905 Gnieźnie, zginął 28 października 1940 w Poznaniu) – polski prawnik, kryminolog.

## Życiorys
Był synem Tomasza, z zawodu krawca, i Aliny z domu Balcerzak. Po studiach prawniczych na Uniwersytecie Poznańskim uzyskał w 1927 magisterium, równolegle (w latach 1925–1928) studiując także nauki ekonomiczne. W 1929 został starszym asystentem Seminarium Prawa i Procesu Karnego i innych Nauk Kryminologicznych. Rok później doktoryzował się w oparciu o rozprawę pt. Przestępstwo zbiorowe w świetle współczesnej kryminologii. Nie przerywając pracy jako asystent na UAM, pracował także jako podprokurator w Sądzie Okręgowym. W latach 1933–1935 wyjechał, dzięki stypendium Fundacji Rockefellera, do Stanach Zjednoczonych. Odbył także (w 1935 i 1937) podróże badawcze do Francji, Bułgarii i Jugosławii, prowadząc porównania znaczenia poszczególnych składników sprawczych działań przestępczych w różnych warunkach cywilizacyjnych. Jego praca habilitacyjna - Genetyczne ujęcie przestępstwa - opublikowana w 1939 roku, należy do najwybitniejszych osiągnięć polskiej kryminologii międzywojennej. 
Aresztowany 28 października 1939, osadzony w Forcie VII w Poznaniu, został tam zgładzony 6 stycznia 1940.